# Sotu'l Barcu
Sotu'l Barcu (castellà: Soto del Barco), és un petit conceyu costaner asturià situat en la ribera dreta de l'estuari del riu Nalón, el qual forma part de la mancomunitat de Las Cinco Villas. Limita al nord amb el Mar Cantàbric, al sud amb els concejos de Candamu i Pravia, a l'est amb Castrillón i a l'oest amb el riu Nalón, el qual conforma una frontera natural amb els concejo de Muros i una part del concejo de Pravia. La seva extensió és de 40,23 km² i la població actual està en l'entorn d'uns 4.150 habitants, la majoria dels quals es concentren en els nuclis de Soto del Barco (capital del concejo) i San Juan de la Arena (més conegut com La Arena).
El nom de Soto del Barco té els seus orígens en l'embarcació emprada en el passat per travessar el riu Nalón abans que es construís cap pont en aquelles contrades.
El concejo disposa d'una bona xarxa de comunicacions, ja que el travessen la N-632, des de maig de 2007 l'autopista A-8 (totes dues en sentit est-oest)i l'AS-16 cap al sud (cap a Pravia i Cornellana on s'uneix amb la N-634). A més hi ha tren de la xarxa de via estreta (FEVE) i des del nucli de Soto uns escassos 5 km fins a l'aeroport d'Astúries, situat als límits de Soto del Barco i Castrillón.